# 獅子包墓群
獅子包墓群位於重慶市酆都縣興義鎮水天坪村二組，文物遺址年代為漢代，2009年12月15日列為第二批重慶市文物保護單位。